# IC 4332
IC 4332 — эллиптическая галактика типа S в созвездии Волопас. Поверхностная яркость — 13,7 mag/arcmin². Этот объект входит в число перечисленных в оригинальной редакции «Нового общего каталога».